# Рекурвация колена
Рекурвация коленного сустава (лат. genu recurvatum) или гиперэкстензия коленного сустава — патология, характеризующаяся избыточным разгибанием суставов, приводящим к их деформации. При рекурвации ноги пациента вывернуты в противоположную сторону. Чаще выявляется у женщин.

## Причины
В основном рекурвация суставов является врождённой проблемой (диагностируется примерно у 1 ребёнка из 1000), но иногда может быть и приобретенной. С возрастом патология усиливается.
Основные факторы развития болезни
- слабые мышцы бедра четырёхглавая мышца бедра или хамстринг группа
- укороченные икроножные мышцы с повышенным тонусом
- ограниченные движения голеностопного сустава
- передний наклон таза, сопровождающийся мышечной слабостью

## Лечение
Отсутствие лечения может привести к состоянию, когда стоять без поддержки уже становится нелегко. Наиболее эффективно проводить лечение до 8 месячного возраста. Обычно оно включает в себя физиотерапию, массаж, гимнастику, лечебную физкультуру. После достижения 2-летнего возраста рекомендуется использование специальных ортопедических приспособлений — ортезов. В случае отсутствия положительного эффекта при значительном развитии патологии применяется хирургическое лечение.